# Joe Kubert
Joe Kubert (Yzeran, 18 september 1926 – 12 augustus 2012) was een in Polen geboren Amerikaans strip- en comictekenaar. Hij won onder meer een Harvey- en een Eisner Award voor zijn graphic novel Fax from Sarajevo uit 1997. Datzelfde jaar werd hij opgenomen in de Harvey Awards' Jack Kirby Hall of Fame en in 1998 ook in de Will Eisner Comic Book Hall of Fame.
Kubert richtte in 1976 samen met zijn vrouw Muriel de Joe Kubert School of Cartoon and Graphic Art op in Dover (later omgedoopt in The Kubert School), waarin hij zelf tekenles ging geven. Zijn zonen Adam Kubert en Andy Kubert volgden in zijn voetsporen en werden ook tekenaar voor onder meer Marvel en DC Comics. Zij studeerden allebei af aan The Kubert School en gingen er nadien ook allebei les geven.

## Leven
Kubert werd geboren in een sjtetl genaamd Yzeran in Polen. Toen hij twee maanden oud was, emigreerden zijn Joodse ouders met hem en zijn 2,5 jaar oude zus naar New York, waar hij opgroeide. Hij begon in zijn vroege tienerjaren met betaald tekenwerk, hoewel de exacte leeftijd waarop hij begon niet geheel publiek duidelijk is. Kubert gaf zelf bij verschillende gelegenheden verschillende leeftijden aan. Tijdens zijn tijd op de middelbare school verbeterde hij zijn tekenkunsten in Harry "A" Chesler's studio.
Kubert eerste (bekende) professionele tekenwerk is onderdeel van Catman Comics #8 dat in maart 1942 uitkwam. Daarin verzorgde hij een verhaal van acht pagina's genaamd Black-Out. Een jaar later debuteerde hij bij DC Comics met een verhaal van vijftig pagina's genaamd Seven Soldiers of Victory in Leading Comics #8 (noot: dit verscheen bij All-American Comics, dat later opging in DC).